# Stare Bosewo
Stare Bosewo – wieś w Polsce położona w województwie mazowieckim, w powiecie wyszkowskim, w gminie Długosiodło. Ma status sołectwa.
Dawniej Bosewo Stare.
Przez Stare Bosewo biegnie linia kolejowa z Ostrołęki do Tłuszcza (stacja Przetycz). W Starym Bosewie znajduje się zespół szkół: szkoła podstawowa i przedszkole, skład budowlany, tartak, składnica drewna oraz kilka sklepów spożywczych.
Przez Stare Bosewo przepływa rzeka Wymakracz wpływająca do Narwi. Nad rzeką znajduje się dobrze zachowany budynek dawnego młyna wodnego. W Starym Bosewie znajdują się również stawy hodowlane położone wokół rzeki. Miejscowość otoczona jest lasami Puszczy Białej należącej do programu Natura 2000. Jest to miejscowość o charakterze turystycznym. Już przed II wojną światową w Starym Bosewie znajdowały się tzw. letniska dla osób z chorobami dróg oddechowych.
Wierni Kościoła rzymskokatolickiego należą do parafii św. Rocha w Długosiodle.

## Historia
W latach 1921–1931 wieś leżała w województwie białostockim, w powiecie ostrołęckim, w gminie Długosiodło.
Według Powszechnego Spisu Ludności z 1921 roku wieś zamieszkiwało 213 osób w 37 budynkach mieszkalnych. Miejscowość należała do parafii rzymskokatolickiej w Długosiodle. Podlegała pod Sąd Grodzki w Ostrowi i Okręgowy w Łomży; właściwy urząd pocztowy mieścił się w Długosiodle. Spis z 2011 roku wzmiankował 808 mieszkańców. Do 2021 liczba mieszkańców Starego Bosewa wzrosła do 851.
W wyniku agresji III Rzeszy na Polskę we wrześniu 1939 wieś znalazła się pod okupacją niemiecką i do wyzwolenia weszła w skład dystryktu warszawskiego Generalnego Gubernatorstwa.

### Podział administracyjny
W czasie II wojny światowej na terenie miejscowości toczyły się ciężkie walki Wehrmachtu z Armią Czerwoną. Przez miejscowość przechodziła granica Generalnego Gubernatorstwa i III Rzeszy. W lasach podczas okupacji znajdowała się również tzw. „Kolonia Żydowska”.

### Zabytki
Na terenie Starego Bosewa znajduje się kilka stanowisk archeologicznych które wskazują, że osadnictwo istniało tu już w XI, XII wieku. Wśród odnalezionych przedmiotów podczas prac wykopaliskowych jest moneta, srebrny denar, wybita w 85 roku w mennicy w Rzymie, przedstawia cesarza Domicjana, a na rewersie – Minerwę z tarczą i włócznią. Na liście znalezisk są też m.in. monety króla Jana Kazimierza z XVII w. oraz króla Augusta III z XVIII w..  